# Eastville (Lincolnshire)
Eastville – wieś i civil parish w Anglii, w hrabstwie Lincolnshire, w dystrykcie East Lindsey. Leży 46 km na wschód od Lincoln i 177 km na północ od Londynu.
W 2011 roku civil parish liczyła 257 mieszkańców.